# Aeropuerto Regional Four Corners
El Aeropuerto Regional Four Corners (en inglés: Four Corners Regional Airport)  (IATA: FMN, ICAO: KFMN, FAA LID: FMN) se encuentra en el condado de San Juan, Nuevo México, a una milla al noroeste de la ciudad de Farmington, a la cual pertenece. Great Lakes Airlines tiene horarios de vuelos a Denver y Phoenix con un acuerdo de código compartido con United Airlines.
El aeropuerto dispone de aparcamiento gratuito a largo plazo , cuatro grandes empresas de alquiler de coches en la terminal , y Wi-Fi gratuito en el área terminal .
Four Corners Regional Airport fue servida principalmente por los Frontier Airlines y Mesa Airlines, que fue fundada en Farmington y tuvo su sede allí durante muchos años antes de mudarse a Phoenix.